# 벌말로
벌말로는 경기도 부천시 삼정동 중동대로 입구 교차로에서 서울특별시 강서구 개화동 행주2교까지를 잇는 도로이다. 중동대로 입구 교차로에서 송내대로와, 행주2교에서 올림픽대로와 직결된다.

## 명명 연유
과거 지명인 벌말마을에서 유래되었다.

## 경유지
- 송내대로 - 중동대로입구교차로 - 대장1교 - 공영주차장삼거리 - 박촌교삼거리 - 자원순환센터삼거리 - 하수종말처리장삼거리 - 북부생태공원삼거리 - 대장2교(부천시-서울특별시 경계) - 동양동입구 - 서울특별시-인천광역시 경계 - 상야분교 - 하야교(인천광역시-김포시 경계) - 고촌고가 - 수송도로삼거리 - 고촌IC - 행주1교 - 행주2교 - 개화IC

## 같이 보기
- 국도 제39호선
- 송내대로
- 무네미로
- 올림픽대로